# The Time of Our Singing (Oper)
The Time of Our Singing ist eine Oper in drei Akten von Kris Defoort (Musik) mit einem Libretto von Peter van Kraaij nach dem gleichnamigen Roman (deutscher Titel: Der Klang der Zeit) von Richard Powers. Die Uraufführung fand am 14. September 2021 im Brüsseler Opernhaus La Monnaie/De Munt statt.

## Handlung
Die Oper behandelt die Geschichte der amerikanischen Familie Strom zwischen 1939 und 1992. Protagonisten sind der vor dem Nationalsozialismus geflüchtete jüdische Physikprofessor David, seine afroamerikanische Frau Delia und ihre drei begabten Kinder Jonah, Joey und Ruth, die als „Mischlinge“ in einer rassistisch geprägten Umgebung ihren Lebensweg finden müssen. Delias Vater William Daley findet sich nur mühsam damit ab, dass seine Tochter einen Weißen geheiratet hat. David und Delia würden die Probleme am liebsten ignorieren. Jonah sucht als erfolgreicher Sänger seine Zuflucht in der Musik. Ruth dagegen ist sozial und bürgerrechtlich engagiert. Sie schließt sich mit ihrem Mann Robert den Black Panthers an. Der mittlere Sohn Joey, ein Pianist, bemüht sich, beide Wege zu vereinen.

### Erster Akt
I. „Ostern 1939“. Die Familienmitglieder erzählen, wie David und Delia sich 1939 bei dem legendären Open-Air-Konzert von Marian Anderson im Lincoln Memorial in Washington, D.C kennenlernten. Die afroamerikanische Sängerin hatte ursprünglich ein Konzert in der Constitution Hall geplant, das jedoch von der Betreiber-Gesellschaft, der konservativen Frauenvereinigung Daughters of the American Revolution, verhindert wurde. Zur Protestveranstaltung kamen 75.000 Besucher, darunter auch der aus Deutschland geflohene David und die angehende Sängerin Delia. Die beiden haben keine Probleme mit ihrer unterschiedlichen Herkunft, Religion und Hautfarbe. Delias Vater William hingegen kann sich nur schwer daran gewöhnen. Er hat seine Tochter jedoch bewusst zur Selbstachtung erzogen und findet keine stichhaltigen Argumente gegen die Beziehung.
II. „Nest“. In der Ehe muss das Paar einige Hindernisse überwinden. Dabei hilft ihnen die gemeinsame Liebe zur Musik.  Sie bekommen zwei Söhne, Jonah und Joey, die sie dazu erziehen wollen, ihr Leben nach eigenen Wünschen zu gestalten. Es ärgert Delia, dass sie in den Geburtsurkunden nicht als „Mischlinge“, sondern als „farbig“ eingestuft wurden.
III. „Die Welt geht zu Ende“. Der Zweite Weltkrieg ist vorbei. Delia ist zum dritten Mal schwanger. Nach den Atombombenabwürfen auf Hiroshima und Nagasaki wirft William David in einem Brief vor, mit seinen Forschungen dazu beigetragen zu haben. Er könne zwar den Abwurf der ersten Bombe verstehen, die zweite jedoch sei barbarisch gewesen. David lädt seinen Schwiegervater ein, um ihm den Sinn seiner Arbeit zu erklären. Er und Delia stellen ihm ihre Idee vor, die Kinder zuhause zu unterrichten, um sie von den Rassenproblemen in der Schule fernzuhalten. William jedoch ist es wichtig, dass die Kinder ihre Identität zu akzeptieren lernen. Er erinnert seine Tochter daran, dass sie selbst ihre Karriere vor Jahren aufgegeben habe. Auch ihre Söhne würden auf unüberwindliche Hindernisse treffen. Er betrachtet eine Erziehung ohne Berücksichtigung der Hautfarbe als Verleugnung ihrer und seiner Identität und verlässt wütend die Wohnung. Als Delia vor der Geburt ihres dritten Kindes ihre Mutter um Hilfe bittet, lehnt diese ab. Sie habe ihrem Mann versprochen, bei ihm zu bleiben.
IV. „Die Schule des Lebens“. Die jüngste Tochter Ruth wehrt sich gegen die fortgesetzte Diskriminierung der Schwarzen. Um Jonahs Talent zu fördern, will Delia ihn auf ein Konservatorium schicken. Es fällt Jonah schwer, sich von seinem Bruder Joey zu trennen. Vorerst kann die Familie aber noch gemeinsam musizieren.
V. „Die Musikschule“. Im Herbst 1952 muss sich Jonah im Konservatorium gegen seine weißen Kommilitonen durchsetzen. Ein Jahr darauf tritt auch sein Bruder dort ein. Als Jonah sich in ein weißes Mädchen verliebt, nehmen ihre Eltern es sofort von der Schule. Als Mischlinge fühlen sich beide Brüder wie von der Gesellschaft ausgestoßen. Als Schwarze hätte man sie gar nicht erst studieren lassen, aber es hätte zumindest Klarheit geherrscht. David holt seine Söhne unerwartet von der Schule ab: In ihrem Zuhause gab es eine Explosion und einen Brand, den Delia nicht überlebte.

### Zweiter Akt
VI. „Verwandlung in Staub“. Ruth bezweifelt die offizielle Erklärung des Wohnungsbrands als Folge eines Gaslecks.
VII. „Das Leben beginnt neu“. Jonah bittet seinen Bruder, ihn beim Gesangswettbewerb „America’s Next Voices“ zu begleiten. Joey steckt jedoch mitten im Examen.
VIII. „Glückseligkeit“. Joey berichtet begeistert von Jonahs Auftritt und Sieg beim Wettbewerb. Eine Erinnerung an ihre verstorbene Mutter Delia und deren Träume kommt an die Oberfläche.
IX. „Eine Ausbildung“. Jonah geht eine Liebesbeziehung mit der weißen Sängerin Lisette Soer ein, die seine Karriere fördern will.
X. „Weihnachten 1962“. Ruth und Jonah haben unterschiedliche Vorstellungen über die Bedeutung ihrer Identität. Ruth glaubt, dass ihre Mutter Delia wegen ihrer Hautfarbe zu viel aufgegeben hat. Sie will in Washington an einem Protestmarsch teilnehmen. Jonah hat jedoch gerade dann ein Konzert. David vermutet, dass Ruth ihn aufgrund der Mischehe für mitschuldig am Tod ihrer Mutter hält.
XI. „Eines Tages…“ Am 28. August 1963 hält Martin Luther King beim Marsch auf Washington für Arbeit und Freiheit seine berühmte Rede I Have a Dream. Jonah will die schwangere Lisette heiraten. Sie hat „die Sache“ jedoch bereits „geregelt“.
XII. „Watts aufgezeichnet“. Im August 1965 prüfen Jonah und Joey in einem Studio in Los Angeles ihre Aufnahmen mit Werken Henry Purcells. Joey zeigt ihm eine äußerst positive Rezension ihres Konzerts in der Carnegie Hall. Sie fragen sich, warum Ruth nicht dort war. Beim Watts-Aufruhr am 11. August wird Jonah verletzt. Sein Bruder bringt ihn in Sicherheit.
XIII. „Ruth und Robert“. Ruth zeigt Joey den Polizeibericht über den Brand, bei dem ihre Mutter ums Leben kam. Obwohl darin ein Brandbeschleuniger erwähnt wird, wurde die Angelegenheit nicht weiter untersucht. Sie glaubt, ihr Vater habe weiterhin von einem Unfall gesprochen, da er das nicht mit seinem Gewissen vereinbaren konnte. Ruth hat den engagierten Schwarzen Robert Rider geheiratet. Die beiden sind den Black Panthers beigetreten, um für ihre Rechte zu kämpfen.
XIV. „Ein Ausweg“. Joey informiert seinen Bruder über sein Gespräch mit Ruth. Jonah hat ein Angebot für die Rolle eines Schwarzen in Gunther Schullers Jazz-Oper The Visitation an der Metropolitan Opera. Da dies sein erster Opernauftritt wäre, befürchtet er jedoch, anschließend auf diesen Rollentyp festgelegt zu werden. In den Nachrichten kommt ein Bericht über die Ermordung von Martin Luther King und die anschließenden Unruhen. Jonah will seine Karriere in Europa fortsetzen, um nicht zum „amtlich beglaubigten schwarzen Künstler“ erklärt zu werden. Joey möchte ihn dabei nicht länger begleiten.

### Dritter Akt
XV. „Intensivstation“. Im Januar 1971 liegt David schwer krank im New Yorker Saint Clare’s Hospital. Joey besucht ihn dort als einziges der drei Geschwister. Er arbeitet jetzt als Bar-Pianist und ist noch immer alleine, da eine kurze Beziehung mit einer polnischen Sängerin scheiterte. Sie hätten sich nicht öffentlich treffen können, und er habe ihr verschiedene Dinge über seine Familie nicht erzählen können. David erinnert sich an die Auseinandersetzung mit seinem Schwiegervater William, die noch immer nicht beigelegt ist. Er bittet Joey, seiner Schwester auszurichten, dass „die Wellenlänge immer anders“ sei, „je nachdem, wohin man das Teleskop richte[t]“.
XVI. „Depression“. David ist verstorben. Da Jonah während seiner Europa-Tournee nicht zu erreichen war und Ruth und ihr Mann untergetaucht sind, kümmert sich Joey alleine um dessen Wohnung. Jonah ruft an, um von seinem Auftritt an der Mailänder Scala und seinem neuen A-cappella-Ensemble in Flandern zu erzählen, für das er seinen Bruder gewinnen will. Er erfährt erst jetzt vom Tod seines Vaters. Da trifft Ruth ein und berichtet, dass ihr Mann Robert bei einer Verkehrskontrolle von Polizisten angeschossen wurde und anschließend seinen Verletzungen erlegen sei. Es gebe keinen Prozess, da sich die Polizisten auf Notwehr berufen. Sie kenne viele solche Fälle.
XVII. „Philadelphia“. Ruth und Joey besuchen 1984 ihren Großvater William. Joey erzählt seiner Schwester von Davids Tod und richtet ihr dessen Botschaft aus. Ruth versteht diese rätselhaften Worte nicht. Ihre Gedanken gelten einem Schulprojekt, das sie mit ihrem Mann beginnen wollte. Als Jonah anruft, um Joey an sein Ensemble zu erinnern, erklärt dieser, dass er mit Ruth nach Kalifornien gehen wolle, um in ihrer Schule zu unterrichten.
XVIII. „Deep River“. Nach Williams Tod im Jahr 1985 zieht Joey nach Oakland. Dort eröffnet Ruth ihre Schule „New Day“. Jonah macht eine Tournee durch Amerika und schickt seinen Geschwistern Eintrittskarten. Ruth möchte jedoch nicht dorthin kommen. Stattdessen besucht Jonah sie in Oakland. Joey erzählt ihm, dass ihm seine Arbeit als Lehrer schwarzer Kinder große Befriedigung bereite. Er bringe ihnen mit den alten Liedern auch ein Stück ihrer Identität zurück. Jonah ist skeptisch. Er befürchtet, dass die Kinder dadurch in stereotype Rollen geraten. Joey lädt ihn ein, am nächsten Tag den Unterricht zu besuchen, um sich selbst ein Bild zu machen.
XIX. „Wir haben gesungen“. Während des Unterrichts tragen die Schüler eine musikalische Improvisation über Henry Purcells Music for a While vor, die Jonah so begeistert, dass er selbst mitmacht. Er erkennt jetzt die gesellschaftliche Bedeutung von Joeys und Ruths Arbeit.
XX. „Mittendrin im Geschehen“. Jonah schaut im Fernsehen einen Bericht über die Unruhen in Los Angeles 1992. Anschließend ruft er seinen Bruder an und erzählt ihm, dass er selbst daran teilgenommen habe und dabei verletzt wurde. Er habe nach seiner Bestimmung suchen wollen. Joey soll Ruth darüber informieren und einen Arzt rufen. Nach dem Gespräch erliegt Jonah seinen Verletzungen.

## Gestaltung
Die Musik bedient sich unterschiedlichster Materialien von Rhythm and Blues, Soul, Rap, Jazz über Zitate von John Dowland, Johann Sebastian Bach und Franz Schubert bis hin zum Third Stream. Der Komponist Kris Defoort bezeichnete sich selbst als „postmodernen Komponisten“, der sich nicht scheue, historisches Material zu zitieren und zu verarbeiten. Neben einem klassischen Kammerorchester kommt ein Jazz-Ensemble zum Einsatz. Ein Pianist spielt auf der Bühne. Der Gesang ist von der Sprache dominiert. Sie ist überwiegend im Parlando-Ton gehalten und wechselt häufig ins Gesprochene. Neben den Jazz-Musikern sind auch den Mitgliedern des Kammerorchesters improvisierte Passagen zugewiesen.
Die kammermusikalische Besetzung der Oper umfasst die folgenden Instrumente:
- Holzbläser: eine Flöte, eine Klarinette, ein Fagott
- Blechbläser: ein Horn, eine Trompete, eine Tuba
- Pauken und Schlagzeug (zwei Spieler)
- Klavier, Celesta
- Streicher: drei Violinen 1, drei Violinen 2, drei Bratschen, zwei Violoncelli, ein Kontrabässe
- Jazz-Ensemble: Saxophon, Trommeln, E-Bass, Klavier

## Werkgeschichte
Das Libretto verfasste Peter van Kraaij in enger Zusammenarbeit mit dem Komponisten Kris Defoort. Es basiert auf dem gleichnamigen Roman mit dem deutschen Titel Der Klang der Zeit von Richard Powers aus dem Jahr 2003. Van Kraaij übertrug die komplexe Struktur der Vorlage in eine lineare Handlung, die einen Zeitraum von mehr als einem halben Jahrhundert umspannt. Während der Roman aus der Perspektive Joeys erzählt ist, variiert diese in der Opernfassung. Dadurch erhalten die anderen Charaktere eine größere Eigenständigkeit. Die Autoren arbeiteten zwei Jahre lang an dem Libretto.
Die Uraufführung fand aufgrund der Maßnahmen gegen die COVID-19-Pandemie mit einem Jahr Verspätung am 14. September 2021 im Brüsseler Opernhaus La Monnaie/De Munt statt. Es handelte sich um eine Koproduktion mit dem LOD Muziektheater aus Gent und dem Theater St. Gallen. Die musikalische Leitung hatte Kwamé Ryan. Regie führte Ted Huffman. Die Bühne stammte von Johannes Schütz, die Kostüme von Astrid Klein, das Lichtdesign von Bernd Purkrabek und die Choreografie von Alan Barnes. Neben dem La Monnaie Kammerorchester wirkten ein Jazz-Quartett (Mark Turner, Lander Gyselinck, Nicolas Thys, Hendrik Lasure), der Kinder- und Jugendchor von La Monnaie und andere Kinder aus Brüssel mit. Es sangen Claron McFadden (Delia Daley), Mark S. Doss (William Daley), Simon Bailey (David Strom), Levy Sekgapane (Jonah), Peter Brathwaite (Joey), Abigail Abraham (Ruth), Lilly Jørstad (Lisette Soer) sowie Chloé Bryan, Issaïah Fiszman und Eva Rose Thys als Schüler. David Zobel war Bühnen-Pianist. Ein Videostream wurde von Operavision im Internet bereitgestellt. Der Dirigent Kwamé Ryan, wie die Protagonisten der Oper von multiethnischer Herkunft, sah in der Opernhandlung viele Parallelen zu seinen eigenen Erfahrungen.
Die Produktion erhielt sehr gute Kritiken. Der Rezensent der Opernwelt zeigte sich sowohl von der „geradlinig und eindringlich“ erzählten Handlung des Librettos als auch von Defoorts Musik beeindruckt. Sie sei „berückend kantabel“ und entspringe „gleichermaßen dem Geist des Alten Europa wie dem von Blues und Gospel“. Die „flüchtige Zeit“ sei aufgehoben und „die Musik gleichsam als Zeitkunst wie auch als Klang für die Ewigkeit“ begriffen. Auch für die Ausführenden der Uraufführung fand er lobende Worte. Manuel Brug beschrieb The Time of Our Singing als „eine starke, trotzdem auf Distanz haltende Oper, die sehr bewusst, auch in ihrer Raffung melodramatisch, das Heute verhandelt, die Heuchelei des so gern beschworenen American Dream entlarvt und trotzdem die Schönheit und Kraft der Musik auf ganz eigene, neue Weise zu feiern versteht“. Bei den International Opera Awards 2022 wurde die Produktion als beste Uraufführung ausgezeichnet.

## Aufnahmen
- 14. September 2021 – Kwamé Ryan (Dirigent), Ted Huffman (Inszenierung), Johannes Schütz (Bühne), Astrid Klein (Kostüme), Bernd Purkrabek (Licht), Alan Barnes (Choreografie), La Monnaie Kammerorchester, Jazz-Quartett (Mark Turner, Lander Gyselinck, Nicolas Thys, Hendrik Lasure), Kinder- und Jugendchor von La Monnaie und andere Kinder aus Brüssel.
 Claron McFadden (Delia Daley), Mark S. Doss (William Daley), Simon Bailey (David Strom), Levy Sekgapane (Jonah), Peter Brathwaite (Joey), Abigail Abraham (Ruth), Lilly Jørstad (Lisette Soer), Chloé Bryan, Issaïah Fiszman und Eva Rose Thys (Schüler), David Zobel (Pianist).
 Video der Uraufführung; live aus dem Brüsseler Opernhaus La Monnaie/De Munt.
 Videostream bei Operavision.[7]